# Palacio del gobernador (Parma)
El palacio del gobernador (Palazzo del Governatore en italiano), es un edificio de estilo barroco y neoclásico que ocupa todo el lado norte de la céntrica Piazza Garibaldi de Parma, Italia.

## Historia
El edificio fue construido originalmente en el lado norte de la Piazza Nuova (actual Piazza Garibaldi) entre 1283 y 1285 como Palazzo dei Mercanti, tras la demolición de las viviendas preexistentes. De estilo tardo románico, estaba constituido por dos cuerpos diferentes, separados entre sí por el estrecho Borgo di san Marco, que hoy no existe. Revestido completamente de ladrillo, se elevaba sobre un pórtico en la planta baja y su primera planta se caracterizaba por dos órdenes de bíforas y tríforas; la fachada estaba coronada por almenas.
Perdidas sus originarias funciones comerciales, el edificio se convirtió en sede del capitán de la ciudad y, posteriormente, del gobernador, del auditor civil y de otros magistrados municipales; no obstante, mantuvo inalterada su estructura arquitectónica durante siglos.
Tras el derrumbe de la altísima Torre Civica el 27 de enero de 1606, que causó también la destrucción del Palazzo del Comune, surgió la necesidad de remodelar el Palazzo del Governatore, que fue primero unificado cerrando el Borgo di san Marco con una bóveda. En 1673 se elevó sobre esta bóveda, según el proyecto del ingeniero Gian Battista Barattieri, una torre, que asumió las antiguas funciones de la destruida Torre Civica, conservando además su antigua campana llamada di terza, que data del 1453 y se ha mantenido intacta con el paso de los siglos hasta su sustitución por una copia en 1998.

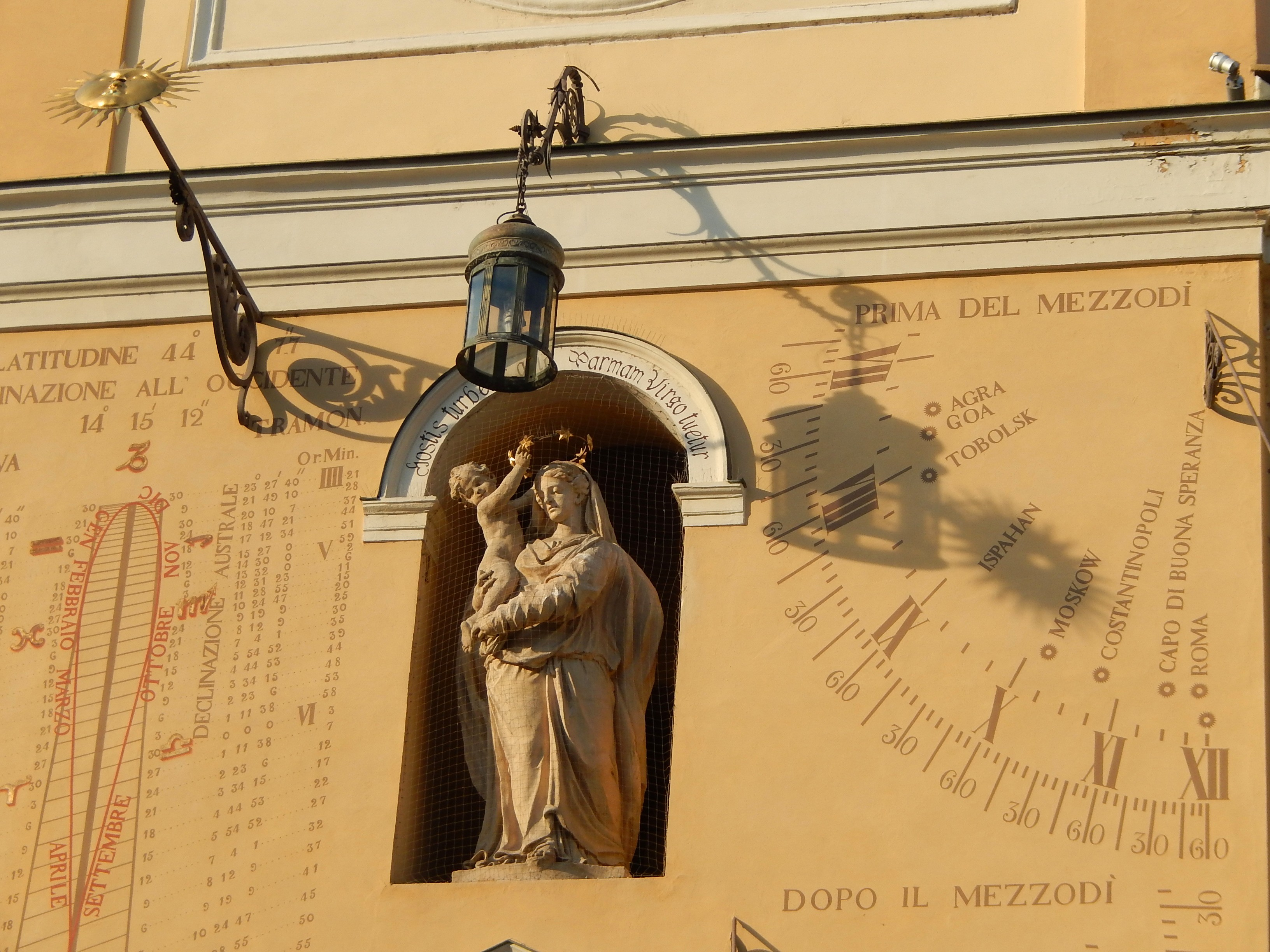
La estatua de la Virgen Coronada y el reloj de sol.

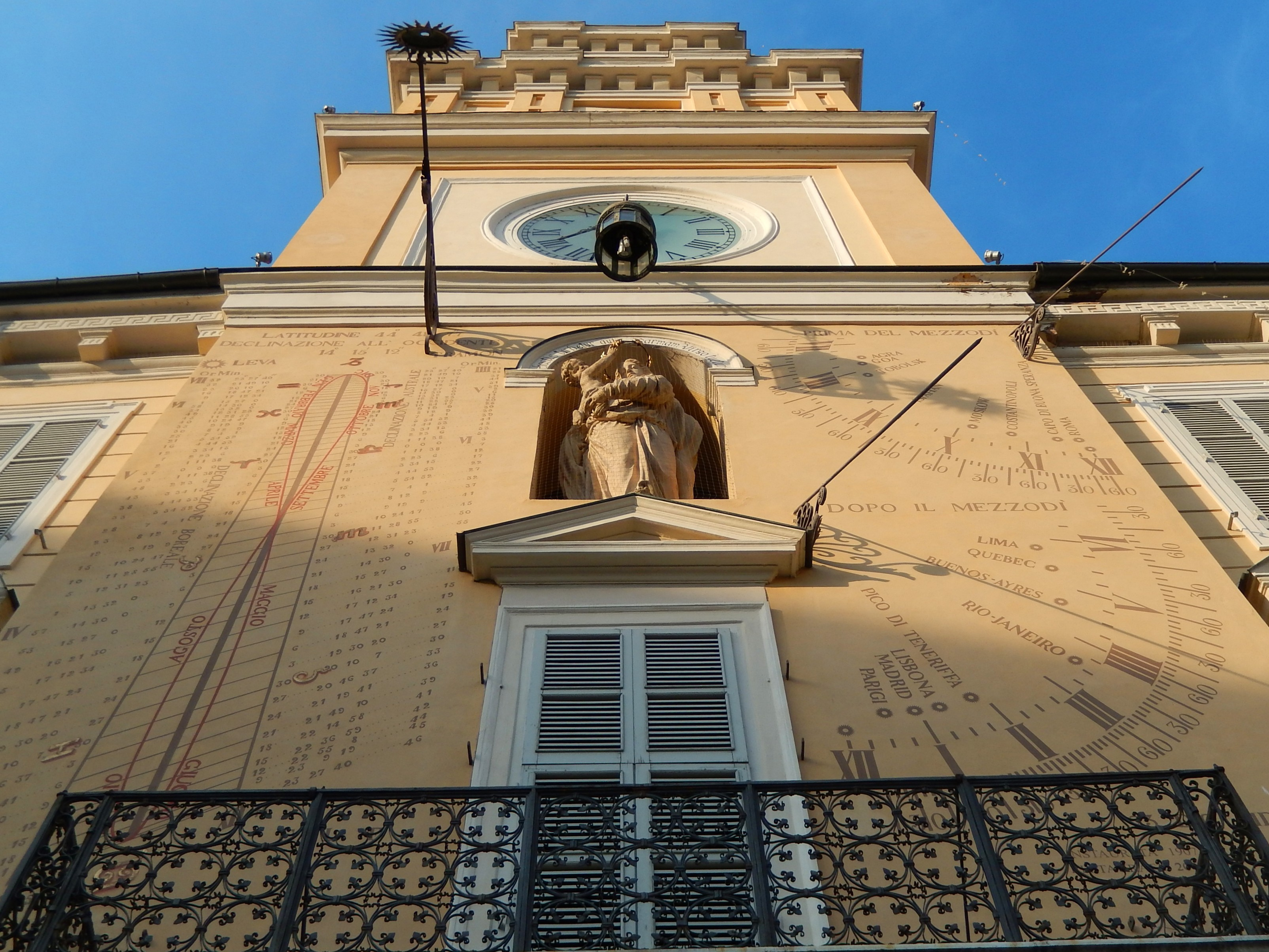
La alta torre central vista desde abajo.

En 1760 se encargó al arquitecto de corte Ennemond Alexandre Petitot la remodelación de la plaza; el Palazzo del Governatore fue remodelado con elegantes formas neoclásicas, con la inserción de los elementos decorativos típicos de este estilo. También se abrió la hornacina central para que albergara la estatua de la Virgen Coronada, esculpida por Jean-Baptiste Boudard. En 1829 la duquesa María Luisa de Austria encargó a Lorenzo Ferrari y Luigi Pazzoni la realización del gran reloj de sol de la fachada.
En los años veinte del siglo XX el interior y la parte trasera del palacio sufrieron una importante intervención de remodelación en estilo racionalista, que conservó solo parte de las antiguas decoraciones interiores.
Todo el edificio, sede de algunas oficinas municipales hasta finales del siglo XX, fue sometido a una completa restauración entre 2000 y 2009, que lo transformó en el actual Luogo d'Arte Moderna e Contemporanea: inaugurado en enero de 2010 con la exposición Nove100, alberga exposiciones temporales de arte en su mayor parte contemporáneo.

## Arquitectura
La fachada del palacio, completamente enyesada en color amarillo, se caracteriza por la alta torre central, que conserva, pese a las intervenciones de Petitot, elementos típicos del estilo barroco. Sobre ella, por debajo de las tres grandes aperturas que albergan la campana, hay un gran reloj; más abajo, a ambos lados de la hornacina que alberga la estatua de la Virgen Coronada de Boudard, está el complejo reloj de sol del siglo XIX, que en la época de su construcción constituía uno de los sistemas más avanzados de medida del tiempo. Se compone de un reloj solar y meridianas del tiempo real y el tiempo medio, que permiten visualizar, además de las horas del día, los husos horarios, el paso de los meses, las horas del amanecer y el anochecer, las constelaciones del zodíaco y otros cálculos astronómicos.
Las dos alas laterales simétricas se presentan en estilo puramente neoclásico, particularmente evidente en el marcapiano, en los ornamentos de las ventanas, en la cornisa con la elegante greca y en las franjas horizontales en relieve. En el muro del palacio, cerca de la esquina entre la Piazza Garibaldi y la Strada Cavour, está todavía hoy el «ladrillo de Parma», antigua unidad de medida de los constructores parmesanos.